# Municipio Tumbiscatío
Koordinaten: 18° 31′ N, 102° 30′ W
Tumbiscatío ist ein Municipio im mexikanischen Bundesstaat Michoacán in der Región Sierra-Costa. Das Municipio hatte beim Zensus 2010 8363 Einwohner; die Fläche des Municipios beträgt 2068,8 km². Größter Ort im Municipio und Verwaltungssitz ist Tumbiscatío de Ruiz.

## Geographie
Das Municipio Tumbiscatío liegt im Süden des mexikanischen Bundesstaats Michoacán auf Höhen zwischen 300 m und 2300 m in der Región Sierra-Costa. Es liegt zur Gänze in der physiographischen Provinz der Sierra Madre del Sur sowie zu zwei Dritteln in der hydrologischen Region Costa de Michoacán und zu einem Drittel in der hydrologischen Region Balsas. Die Geologie des Municipios wird zu 47 % von Metamorphiten bestimmt bei 15 % Sandstein-Konglomerat und 10 % Andesit-Tuff; vorherrschende Bodentypen sind Luvisol (62 %), Phaeozem (16 %) und Cambisol (11 %). Etwa 90 % der Gemeindefläche sind bewaldet, etwa 5 % dienen als Weideland.
Das Municipio Tumbiscatío grenzt an die Municipios La Huacana, Aguililla, Apatzingán, Coalcomán de Vázquez Pallares und Arteaga.

## Bevölkerung
Beim Zensus 2010 wurden im Municipio 7890 Menschen in 1798 Wohneinheiten gezählt. Davon wurden 14 Personen als Sprecher einer indigenen Sprache registriert. Knapp 24 Prozent der Bevölkerung waren Analphabeten. 2428 Einwohner wurden als Erwerbspersonen registriert, wovon ca. 86 % Männer bzw. 1,2 % arbeitslos waren. 40 % der Bevölkerung lebten in extremer Armut.

## Orte
Das Municipio Tumbiscatío umfasst 185 bewohnte localidades, von denen nur der Hauptort vom INEGI als urban klassifiziert ist. Zwei der Orte wiesen beim Zensus 2010 eine Einwohnerzahl von über 1000 auf, 178 Orte hatten weniger als 100 Einwohner. Die größten Orte sind:
| Ort                                  | Einwohner |
| Tumbiscatío de Ruiz                  | 2801      |
| General Francisco Villa (Las Cruces) | 1298      |
| Potrerillos de Coria (La Loma)       | 0423      |